# Malert
Malert (Magyar Legiforgalmi) — бывшая венгерская авиакомпания, основанная 19 ноября 1922. Компания закрылась в 1944 и была предшественником авиакомпании Malév.
Первыми самолётами стали 6 Fokker F.III (H-MABA — H-MABF), использовавшиеся до 1929 года, далее их сменяли Fokker F.VIIa (4 машины), Fokker F.VIIIb (8, в том числе 6 местного производства), Fokker F.XI (4) и Junkers F-13 (1).
Основным авиафлотом компании до 1939-го были восемь трёхмоторных немецких Junkers Ju 52, произведенных в 1936—1939. В 1941-1942 были реквизированы венгерскими ВВС.
- HA-JUA "Vitéz Kaszala Károly" (J5523), в ВВС U-861. Разбился 18.01.41 близ Надьвара.
- HA-JUB "Gergye József" (J5580), U-862. Уничтожен при налёте на Чаквар 13.10.44.
- HA-JUC "Kiss József" (J5600), ранее президентский HA-DUR[2]. U-863, транспортная эскадрилья 102/1. Сбит зенитным огнём 17.10.44.
- HA-JUD "Endresz György" (J6360), позже получил новое обозначение HA-JUF.
- HA-JUE "Szentkirályi Dezső" (J6585), U-865. Сбит 25.12.44.
- HA-JUF U-865 Уничтожен при налёте на Чаквар 13.10.44.
- HA-JUG "Szent-Istvány Dezső" (J7005), U-866. Уничтожен при налёте на Чаквар 13.10.44.
- HA-JUH "Dúló Mihály" (J7041), U-867. Уничтожен при налёте на Чаквар 13.10.44.

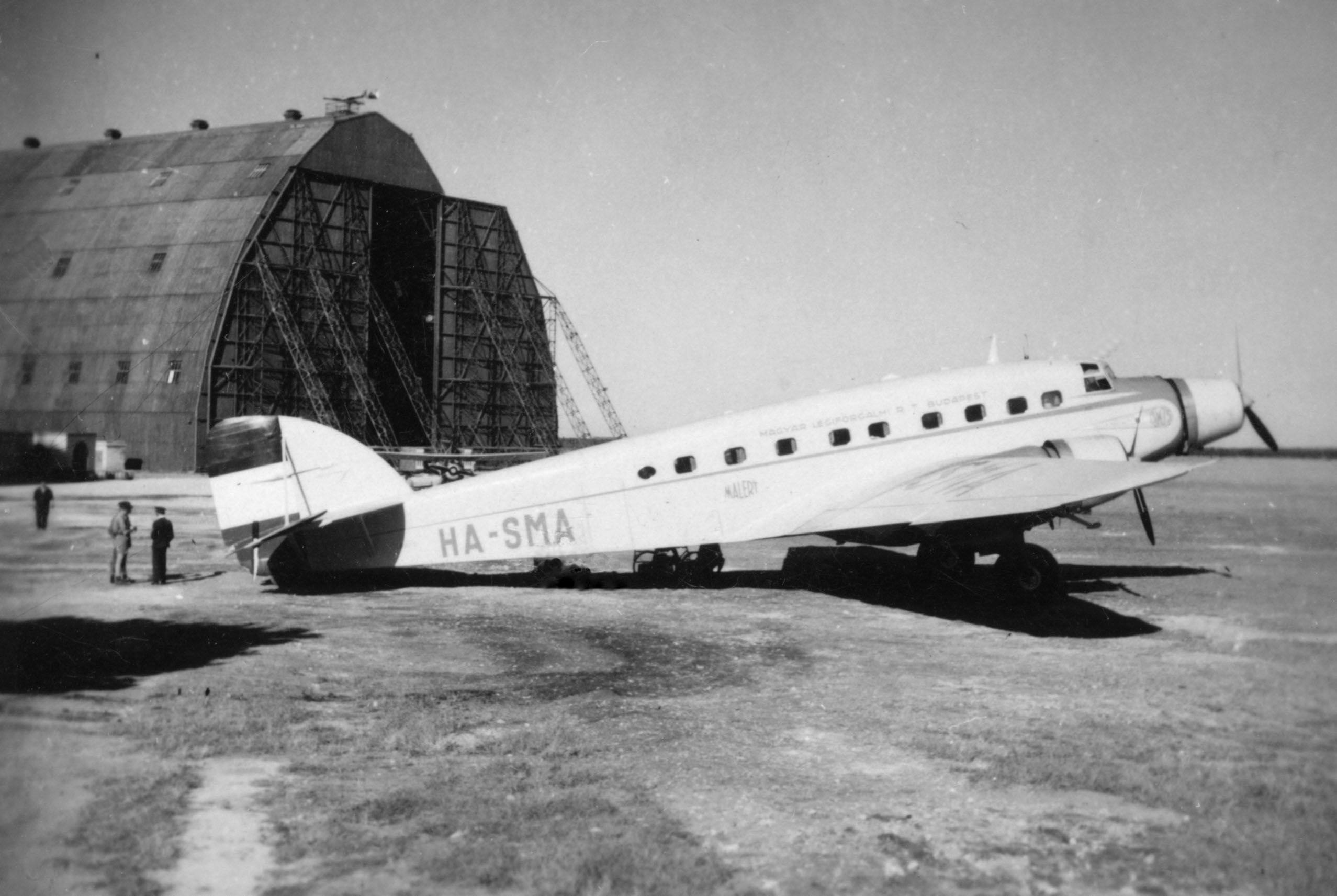
Один из пяти принадлежавших компании SM.75, HA-SMA (с/н 32012).

Также имелись 5 итальянских Savoia-Marchetti SM.75 (HA-SMA — HA-SME), поставленных в 1938—1939, переданы ВВС; командный E-101 (бывший HA-SMA) разбился во время оккупации Югославии и 3 Focke-Wulf Fw 58 Weihe (HA-FOA (Zsélyi Aladár) — HA-FOD).
Основные направления полетов в 1938-39 годах были ежедневные полеты Будапешт — Краков — Варшава, Будапешт — Прага и Будапешт — Вена.

## Аварии и катастрофы
В катастрофы попадали самолёты компании WM Fokker F.VIIIb 28 марта 1938 года (HA-FND) и 10 августа 1938 года (HA-FNC), близ Ньиредьхазы и Дебрецена, соответственно, а также 17 января 1941 Junkers Ju-52/3mg3e HA-JUA около Надьварада.